# Lacinipolia petita
Lacinipolia petita là một loài bướm đêm trong họ Noctuidae.